# Ibeji

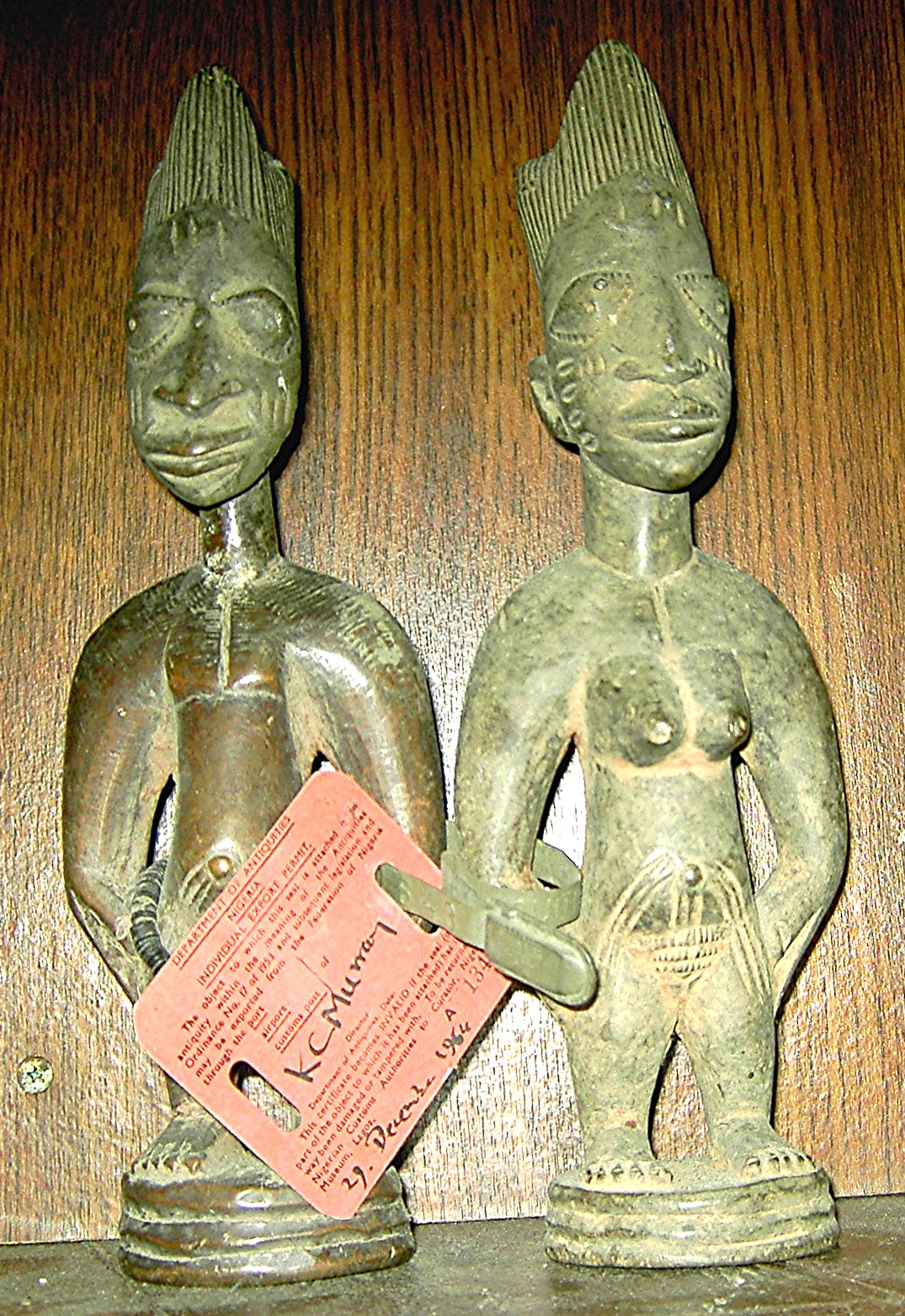
Figurki ìbejì

Ìbejì – w wierzeniach Jorubów z Nigerii bóstwo opiekuńcze bliźniąt, bóstwo życia. Lud Joruba wierzył, że ludzie mają swoje bliźniacze dusze, z czego jedna jest nienarodzona, natomiast w przypadku bliźniąt uważano, że obie dusze urodziły się na ziemi. Gdy z jakiegokolwiek powodu zmarł jeden z nich, matka zlecała artystom wykonanie dwóch figurek, także noszących nazwę ìbejì. Według wierzeń Jorubów, zapewniało to dalszą egzystencję zmarłemu dziecku, które mieszkając w drewnianej figurce mogło współuczestniczyć w życiu swego lustrzanego odbicia. Z figurką bliźniaka obchodzono się zatem w taki sam sposób, jak z żyjącym dzieckiem – myto ją, żywiono, ubierano, nacierano olejem.